# Metromenus lentus
Metromenus lentus är en skalbaggsart som beskrevs av Sharp 1903. Metromenus lentus ingår i släktet Metromenus och familjen jordlöpare. Inga underarter finns listade i Catalogue of Life.